# Hyena čabraková
Hyena čabraková (Parahyaena brunnea) je druh hyeny žijící v jižní Africe.

## Synonyma
- Hyaena brunnea

## Popis
Hyena čabraková je vysokonohá, poměrně subtilní šelma, připomínající stavbou těla spíše vlka než ostatní hyeny. Je mnohem štíhlejší než hyena skvrnitá, ale větší než hyena žíhaná. Dorůstá hmotnosti 35–50 kg, délky těla 100–130 cm, ocas měří 25 cm a výška v kohoutku může dosáhnout až 85 cm. Na rozdíl od ostatních hyen jsou samci větší než samice. Stavba těla je poměrně štíhlá, s vysokými končetinami. Zadní končetiny jsou poněkud kratší než přední, proto má jako ostatní hyeny „sraženou“ záď. Čelisti jsou krátké a široké, velké uši vysoko posazené. Zbarvení hyeny čabrakové je hnědé až šedohnědé, dlouhá srst na hrudi a ocase má světlejší, pískově žlutohnědé až rezavé zbarvení. Na šedých končetinách jsou obvykle znát nepříliš výrazné pruhy. Nápadným znakem je dlouhá hrubá po obou stranách splývající hřbetní hříva, která zvířeti na první pohled dodává zdání mohutnosti. Hříva je tvořena černohnědými, až 25 cm dlouhými chlupy. Hyena může hřívu naježit, což se stává především v rozčílení.

## Rozšíření a stanoviště
Hyena čabraková je rozšířena v jižní Africe, zvláště v poušti Kalahari a v Namibské poušti. Obývá buš, travnatou savanu, polopouště, skalnatá území a také mořské pobřeží, kde si s oblibou hledá potravu. Vyhýbá se bezvodým pouštím a souvislým lesním porostům.

## Chování a způsob života
Hyena čabraková žije v rodinných klanech, které však nemají tak pevnou strukturu jako u příbuzné hyeny skvrnité. Většinou je tvoří 5-10 dospělých hyen s mláďaty. Na rozdíl od ostatních hyen je klan veden dominantním samcem, který se páří s jednou nebo více samicemi. V klanu obvykle žije i jeden nebo více podřízených samců, kteří se nerozmnožují. Zatímco dominantní samec a samice tráví v klanu celý život, podřízené hyeny volně přecházejí mezi různými klany. Všichni členové klanu společně obhajují teritorium a pečují o mláďata, při lovu však nespolupracují - potravu si hledají hyeny čabrakové samostatně.

## Rozmnožování
Hyeny čabrakové se mohou rozmnožovat celoročně, většina mláďat se však rodí na počátku období dešťů. Březost trvá 84–97 dní, samice rodí ve společném doupěti v teritoriu klanu. Na svět přichází 1 až 5 mláďat, která mohou pít od kterékoliv laktující samice. Maso začínají pojídat ve 12 týdnech, ale odstavena jsou až po roce. Pohlavní dospělost nastupuje ve 2-3 letech. Mladé samice obvykle zůstávají, zatímco samci klan opouštějí. V zajetí se dožívají až 13 let.

## Potrava
Hyena čabraková je mrchožrout, živí se skutečně hlavně zdechlinami, na pobřeží hledá i ryby nebo korýše. Často navštěvuje kolonie lachtanů, kde hledá uhynulá či poraněná mláďata, někdy však zadáví a odnese i zdravé mládě. Živí se také hmyzem, vejci, loví ptáky a malé savce. Zvláště v období sucha nepohrdne ani ovocem a kořínky. Nalezenou potravu si ukrývají podobně jako psovité šelmy.

## Chov v zoo
Chov hyeny čabrakové je velkou vzácností, neboť je poměrně náročný a odchovy se zatím příliš nedařily, čímž je obtížné udržovat životaschopnou populaci. Potřebují velký klid. V Evropě byly na konci roku 2002 chovány jen ve třech zoo: Tierpark Berlin v Německu a dvou českých zoo: Zoo Dvůr Králové a Zoo Praha. Z celkového počtu osmi samců a čtyř samic tehdy bylo v Praze chováno šest samců a dvě samice.
Také v květnu 2018 v pouhých třech zoo. Na celém světě pak v osmi zoo v počtu 15 jedinců. Mezi nimi nechyběla ani Zoo Praha, která se v roce 2019 stala jedinou (poslední) zoo v Evropě s tímto druhem. Chov totiž ukončily další dvě zoo. V roce 2019 se tak stalo v Kronbergu v Německu, kde uhynul samec narozený v Praze v roce 1999 a osamocená samice původem z Port Lympne byla převezena k posledním dvěma zvířatům stejného druhu v Evropě do Zoo Praha.
Do roku 2012 byla hyena čabraková také v Zoo Dvůr Králové, která by se k chovu ráda opět vrátila. Celkově v Evropě v minulosti chovala v různých dobách tento druh přibližně třicítka zoo.
Od listopadu 2024 je chován pár těchto hyen v Zoo Na Hrádečku. 

### Chov v Zoo Praha
Počátku chovu této vzácné šelmy se datují do roku 1967. O pět let později se podařil první odchov (do té doby se mláďata nedařilo odchovat). Ačkoliv se jednalo o odchov umělý, šlo o velký úspěch. Navíc se ještě několikrát opakoval.
Na konci dvacátého století bylo zaznamenáno historicky nejúspěšnější období chovu čabrakových hyen. V roce 1998 se podařilo poprvé mimo Afriku přirozeně odchovat mláďata. Úspěšné odchovy se u samice Barbie opakovaly i v letech 1999 a 2000.
V roce 2005 došlo k oživení krve chovu výměnou samců mezi Prahou a německou zoo.
Roku 2008 přišla do Zoo Praha geneticky velmi cenná samice z Jihoafrické republiky. Dostala jméno Afričanka. V roce 2009 odcestovala společně se samce do Spojeného království, konkrétně do Zoo Port Lympne. Tam ještě téhož roku úspěšně odchovala mládě, které bylo nejen britským prvoodchovem, ale zároveň teprve druhým přirozeným odchovem mimo Afriku. V roce 2011 přijela do pražské zoo samice Jubari narozená právě v Port Lympne. V roce 2013 se Afričanka vrátila do Prahy a byla spojena se samcem Plášou.
Ke konci roku 2017 byl chován samec a dvě samice. Na konci roku 2018 byl chován jeden samec a jedna samice. V březnu 2019 byla do Prahy přesunuta z německé Opel Zoo Kronberg u Frankfurtu nad Mohanem tehdy desetiletá samice Eight. Jedná se o sestru Jubari, tedy také jedno z mláďat narozených v Port Lympne.
Doposud se podařilo odchovat 11 mláďat.
Expozice: hyeny jsou chovány v horní části zoo, naproti výběhu slonů. Současná podoba výběhu vznikla v roce 2008, kdy byly dosavadní dva nepropojitelné výběhy zvětšeny o území, kde dříve žili gepardi. Navíc vysoké ploty byly nahrazeny suchými příkopy a vznikla i druhá vnitřní ubikace zapuštěná do svahu. Celková rozloha dosahuje 3 340 m2.